# División Mayor del Básquetbol de Chile
La División Mayor del Básquetbol de Chile, más conocida como DIMAYOR, fue la liga de básquetbol profesional más antigua de Chile.
En mayo de 2013 la Dimayor se declaró oficialmente en receso para facilitar que sus clubes se integraran a la Liga Nacional de Básquetbol de Chile de la Federación de Básquetbol de Chile.

## Historia

### 1979: Comienzos y primer torneo
El 9 de marzo de 1979, un grupo de dirigentes deportivos de la zona central de Chile, en sus afanes de levantar el nivel del Básquetbol de Chile, se reúnen para crear la División Mayor del Básquetbol de Chile (DIMAYOR), como una entidad encargada de la promoción de una competencia de real jerarquía que concitara el interés del público y sirviera de apoyo a los anhelos que sustentaban los dirigentes de la Federación de Básquetbol de Chile.
Los clubes que formaron la DIMAYOR fueron:
Asociación de Básquetbol de Santiago:
- FAMAE
- Thomas Bata de Peñaflor
- Unión Española

Asociación de Básquetbol de Valparaíso:
- Esperanza
- Sportiva Italiana

Postulantes:
- Español de Talca
- Naval de Talcahuano
- Universidad de Concepción

El sistema de torneo era de todos contra todos, sin playoffs ni liguillas: el que acumulaba más puntos se titulaba campeón. Con 8 clubes, se jugaron dos ruedas de 7 partidos, ida y vuelta, lo que sumaba 14 partidos por el campeonato. El gran equipo de esa primera temporada fue el Thomas Bata de Peñaflor, que era considerada para la época, como una verdadera selección nacional. Este equipo, que desaparecería en 1984, fue el primer campeón de la Dimayor.

### 1980: Segundo torneo y evolución
El segundo torneo fue jugado a partir del 9 de mayo de 1980, y siguió contando con ocho equipos, aunque hubo un cambio respecto a la primera temporada: salió FAMAE de Santiago e ingresó la Universidad de Chile, también de la capital. El sistema de campeonato siguió tal cual, es decir, todos contra todos. No se estableció con claridad una norma respecto a los jugadores extranjeros y hubo equipos que sí utilizaron algunos, aunque fueron los menos. Hubo dos extranjeros, a saber, en ese torneo del año 1980. La Universidad de Concepción hizo jugar, en algunos partidos, a Carlos Iglesias y Español de Talca a un estadounidense llamado Kyle Rich. Los demás equipos, solo jugaron con nacionales.
Los poderosos de la época seguían siendo los equipos de Santiago y Valparaíso y fue justamente entre dos representativos de estas ciudades que se definiría el título: Sportiva Italiana de Valparaíso y el campeón vigente, Thomas Bata. Finalmente, el campeón fue el equipo de Sportiva Italiana de Valparaíso, dirigido por José Luis de la Maza.

### 1981: Extranjerismo a Chile
El año 1981, tercera temporada de DIMAYOR, se caracterizó por el arribo de una verdadera "legión extranjera" al torneo, aunque no se estipuló claramente el límite de extranjeros, ya que hubo equipos que jugaron hasta con tres foráneos y otros no utilizaron esta carta.
Impacto causó la aparición de jugadores que harían historia hasta nuestros días como Mack Hilton haciendo una dupla inolvidable con Tom Wimbush. Llegaron algunos que, con el tiempo, se convertirían en verdaderas leyendas de este torneo como Paul Gartlan, Carlton Johnson, Al Newman, Andy Kemp, Keith Hood, entre otros. Respecto a los clubes participantes, salieron Unión Española de Santiago, Universidad de Chile y Universidad de Concepción, siendo reemplazados por Malta Morenita de Osorno, que ya era un boom en el país, Petrox de Talcahuano y Phoenix de Valdivia. Con esto se continuaba con los 8 equipos originales y el sistema de torneo seguía siendo el mismo: todos contra todos en dos ruedas. El torneo se jugó entre el 11 de septiembre y el 11 de diciembre y el campeón fue Español de Talca en lo que a la postre ha sido su único título del torneo.

### 1983: Supremacía Cruzada

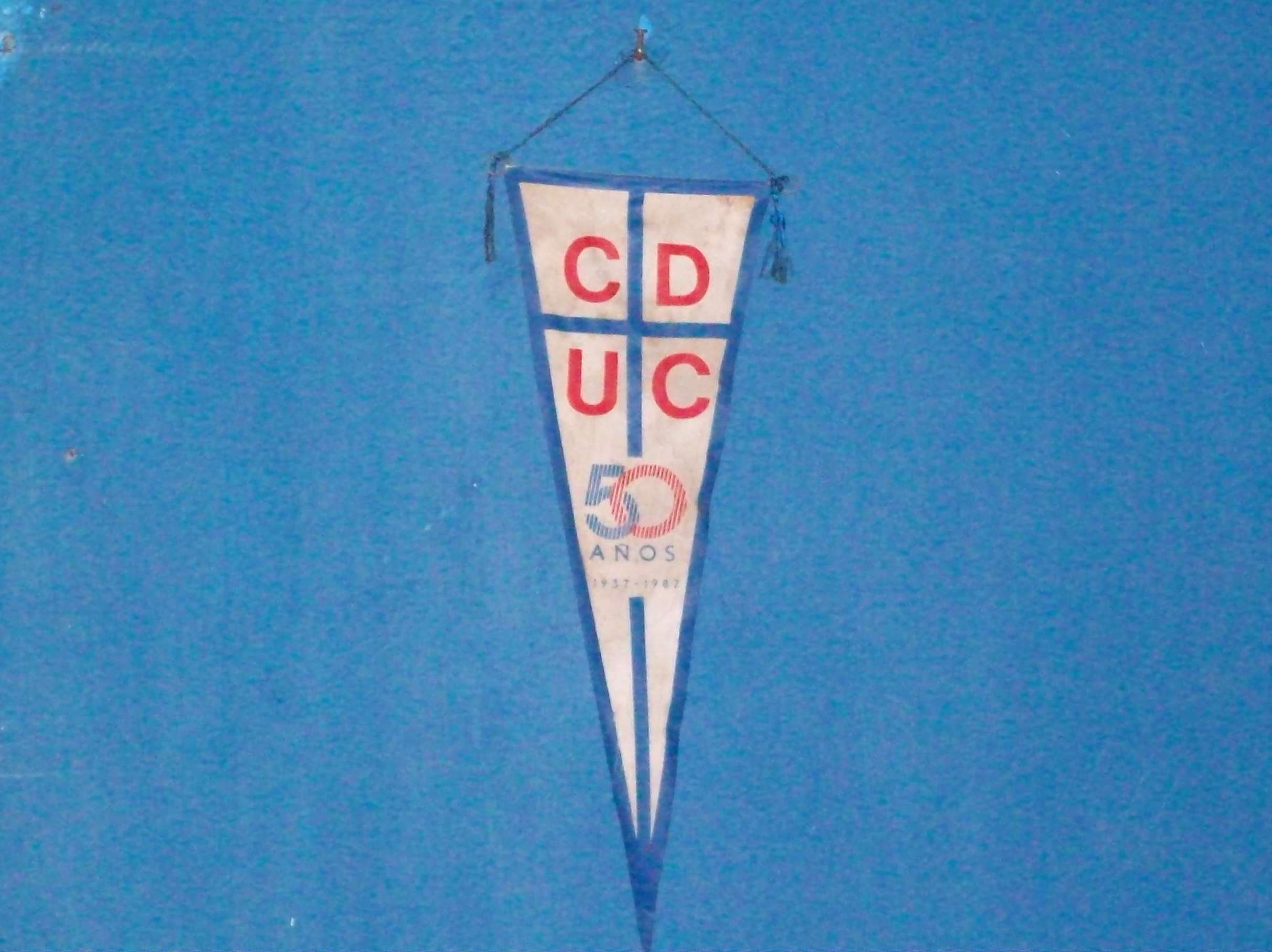
Banderín del Universidad Católica, club soberano en principios de los 80.

En la temporada 1983 de la Dimayor se destacó la categoría de muchos clubes, pero específicamente de la Universidad Católica, club que mostraba tan buen juego que fue imposibles arrebatarle algún campeonato por muchos años. Esta supremacía se vio reflejada en los títulos de la división, los cuales la Universidad Católica ganó 4 de forma consecutiva, siendo históricamente tetracampeón de la Dimayor, récord que se ha mantenido sin superar hasta la fecha.
En el 83' venció a los 8 equipos que le seguían, siendo Phoenix de Valdivia el club más cercano. En la siguiente temporada también fue así, solo que el segundo equipo fue San Jose de Temuco.
En el 85' fue el primer año donde se implementó el sistema de play-offs, en cual venció en la final al Petrox, por 2-0. En el siguiente torneo venció en la final a Malta Morenita por 2-1, marcando el ya mencionado histórico tetracampeonato.

## 1987 - 2006 Consolidación y dominio del Sur
En los años anteriores, los equipos del Sur ya habían mostrado señales de desafiar seriamente el dominio de los clubes del Centro del país, a través de los subcampeonatos de Phoenix de Valdivia, Petrox de Talcahuano y Malta Morenita de Osorno.  Sorprendentemente, el club encargado de cortar la racha cruzada fue un equipo nuevo: Deportes Ancud, que venció en la final a la Universidad Católica, por 2-1 en la temporada 1987, poniéndole fin a la racha imparable de "Los Cruzados", jugando el partido definitivo en el Coliseo Municipal Antonio Azurmendy Riveros de Valdivia.  Comenzaba así un predominio de casi dos décadas por parte de equipos del Sur de Chile: 18 títulos obtenidos en 20 años. 

### 1987-1992 Petrox de Talcahuano
Desde 1987 hasta 1992, los animadores principales de la ya consolidada DIMAYOR fueron dos recordados cuadros del Sur: la Unión Deportiva Española de Temuco y el Deportivo Petrox.  Estas dos escuadras protagonizaron 3 finales en cuatro años: 1988, 1990 y 1991, y en todas ellas Petrox se alzó con la victoria.  Al año siguiente, Petrox derrotó a la Universidad de Temuco. El paréntesis en esta rivalidad lo pusieron dos equipos aún más australes: el ya desaparecido Deportes Ancud, que derrotó por 2-1 a un equipo ya clásico del basquetbol criollo, que ese año hacía su debut en la lucha por el campeonato: el Club Deportivo Valdivia.

### 1994 -1998 Universidad de Concepción
En el año 1994, el equipo del campanil juega su primera final histórica, siendo derrotado por la Universidad de Temuco por 2-4. La revancha sería en 1995, donde el campanil se impone por el mismo marcador 4-2, logrando así su primer título DIMAYOR. Los universitarios penquistas darían su primera vuelta olímpica en el Gimasio La Salle de Temuco.
En 1996 pierde en semifinales con Deportivo Petrox por 2-3.
En 1997 y 1998 se corona bicampeón, derrotando consecutivamente a Colo Colo (4-1) y Provincial Llanquihue (4-0). Sumándo así tres campeonatos de DIMAYOR. Destaca en este equipo: el pivot Roland Fritsch, el base Marcelo "Popeye" Ruiz,  el pivot Patricio Briones, el base Rodrigo Rozas y el alero Ricardo Funke, quienes fueron parte del plantel que obtuvo estos tres títulos de DIMAYOR en un periodo de 4 años.
En los años 1999 y 2000, los universitarios penquistas perderían ambas finales frente a Provincial Osorno.
Tendrán que pasar 14 años para que la Universidad de Concepción vuelva a obtener un nuevo título DIMAYOR.

### 1999-2006 Sur Austral: Provincial Osorno, Provincial Llanquihue y Club Deportivo Valdivia
En 1999, el centro de gravedad del básquetbol chileno se traslada aún más al Sur, a la antigua Región de los Lagos, representada por tres equipos que ganaron todos los campeonatos disputados entre 1999 y 2006: Provincial Llanquihue, Provincial Osorno y el Club Deportivo Valdivia.  Estos clubes llamaron la atención de todo el país por la enconada rivalidad triple que desarrollaron, y por el masivo apoyo del público en sus partidos de local, siendo los únicos equipos de Chile que atraían —y atraen aún hoy en día en el caso del CDV— a miles de espectadores a sus partidos de local.
La rivalidad entre estas tres magníficas plazas de los cestos nacionales sigue desarrollándose gracias a la nueva vida de los clubes Club Deportivo Social y Cultural Puerto Varas y Osorno Básquetbol, jóvenes instituciones reemplazantes de Provincial Llanquihue y Provincial Osorno, respectivamente, y el Club Deportivo Valdivia, institución que sobrevivió incólume a la gran crisis del basquetbol nacional de 2010-2012.

## 2007-2012 Desregulación institucional, crisis y reemplazo por Liga Nacional de Basquetbol

### 2007-2010 Años de Liceo Mixto
En la temporada 2007 del torneo marcó el ingreso al podio de un nuevo club, el Liceo Mixto. El club se tituló campeón de la liga al vencer a la Universidad de Concepción, por 4-1.
En el año (2008) siguiente el club consiguió el bicampeonato, después de derrotar al Boston College por 4-2.
Al año siguiente la fiesta de Los Cóndores seguiría, derrotando en la final al Club Deportivo Valdivia, ya que lograron el histórico Tricampeonato, hecho que solo se había equiparado al de la Universidad Católica con su tetracampeonato (4) de los años 80' y el tricampeontato del Deportivo Petrox del 90' al 92'.

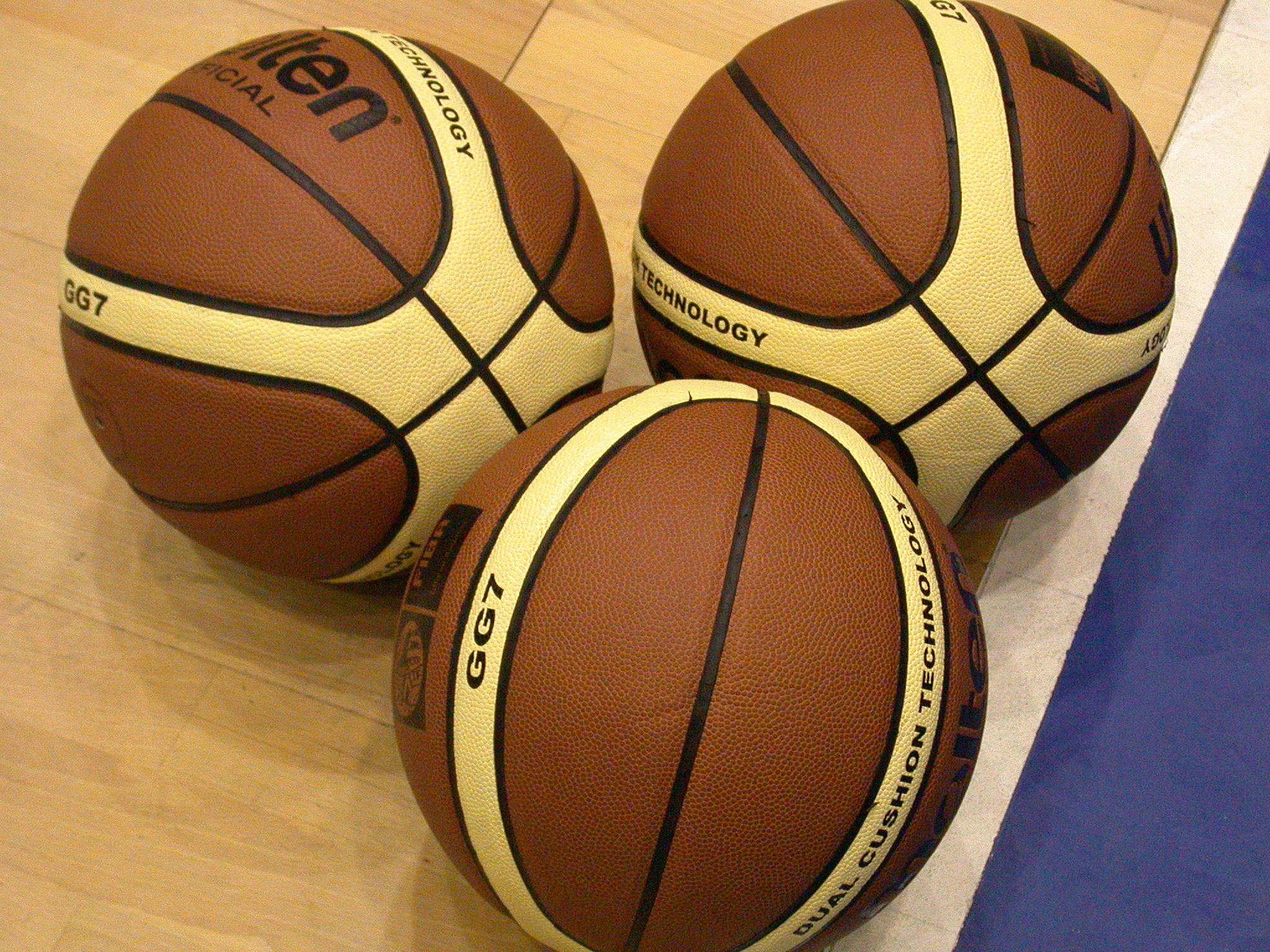
Balones oficiales de la Dimayor.

En la temporada 2010 del torneo se pudo observar un cambió muy radical. En esta versión se fueron 3 equipos tradicionales de DIMAYOR, por las malas organizaciones y manejos por parte de la directiva. Los equipos que abandonaron la liga fueron Universidad Católica, Universidad de Concepción, Español de Talca y el campeón Liceo Mixto. En la Dimayor 2010, hubo 4 equipos participantes.
En la Dimayor 2011-12 se logró "rescatar" a la división, ya que volvieron a la división los clubes que la abandonaron la temporada anterior. El formato fue de 8 equipos, que jugaron partidos ida y vuelta. Los resultados de la tabla marcaban la siguiente fase, ya que el primero de la tabla se enfrentaba al octavo, el segundo al séptimo y así sucesivamente.
En el Dimayor 2012 también fueron 8 equipos los que la disputan, pero fueron nuevos equipos los que se unieron a la competencia. Los nuevos equipos son: CD Tinguiririca SF, Municipal Quilicura, DuocUC y Virginio Gómez. Los primeros cuatro equipos de la tabla de posiciones clasifican a los play-offs, enfrentándose en semifinales y finales. El campeón fue la Universidad de Concepción obteniendo su 4º título después de 14 años, ganándole a Liceo Mixto en Los Andes por un global de 3 a 2.

## Campeonato
La organización de la DIMAYOR varió constantemente desde su creación en 1979, en la cual solo participaron ocho equipos, cosa que perduró hasta 1981. El año 1983, 1984 y 1988 se amplió el cupo a dieciséis equipos.
El año 1992 y 1993 el cupo volvió a reducirse a solo ocho equipos. Desde 1998 a 2002 nuevamente se volvió al sistema de ocho equipos, cosa que cambió desde 2003, donde fueron doce los equipos participantes.
Tras el retiro de los principales clubes de la competición en diciembre de 2009, la dirigencia de la Dimayor decidió que el torneo 2010 fuese disputado a través de una serie de cuadrangulares en distintos sitios del país, bajo la denominación de Torneos Promocionales Dimayor. El primero de ellos se jugó en Antofagasta y contó con la participación de Deportivo Valdivia, Universidad de Los Lagos, Puente Alto y Hrvatski Sokol.
En la Dimayor 2011-12 se cambió nuevamente el formato a 8 equipos, donde se enfrentaron luego de la primera y segunda ronda en play-offs (1° con el 8°; 2° con el 7° y así sucesivamente)
En la 2012 fue otro formato. Se mantuvieron 8 equipos, pero solo los primeros 4 equipos de la tabla de posiciones clasificaron a play-offs, enfrentándose en semifinales y finales.

## Palmarés DIMAYOR
| Edic. | Año     | Campeón                   | Resultado | Subcampeón                         | Técnico Campeón      |
| ----- | ------- | ------------------------- | --------- | ---------------------------------- | -------------------- |
| 1°    | 1979    | Thomas Bata de Peñaflor   | Lig.      | Sportiva Italiana                  | Luis Pérez           |
| 2°    | 1980    | Sportiva Italiana         | Lig.      | Thomas Bata de Peñaflor            | José Luis de la Maza |
| 3°    | 1981    | Español de Talca          | Lig.      | Malta Morenita                     | Patricio Herrera     |
| 4°    | 1982    | Sportiva Italiana         | Lig.      | Unión Española                     | Renato Raggio        |
| 5°    | 1983    | Universidad Católica      | Lig.      | Phoenix de Valdivia                | Héctor Oreste        |
| 6°    | 1984    | Universidad Católica      | Lig.      | San José de Temuco                 | Héctor Oreste        |
| 7°    | 1985    | Universidad Católica      | 2-0       | Petrox-UBB Talcahuano              | Héctor Oreste        |
| 8°    | 1986    | Universidad Católica      | 2-1       | Malta Morenita                     | Héctor Oreste        |
| 9°    | 1987    | Deportes Ancud            | 2-1       | Universidad Católica               | Luis Pérez           |
| 10°   | 1988    | Petrox-UBB Talcahuano     | 2-0       | Unión Deportiva Española de Temuco | César Suárez         |
| 11°   | 1989    | Deportes Ancud            | 2-0       | Deportivo Valdivia                 | Luis Pérez           |
| 12°   | 1990    | Petrox de Talcahuano      | 3-2       | Unión Deportiva Española de Temuco | Juan Morales         |
| 13°   | 1991    | Petrox de Talcahuano      | 3-2       | Unión Deportiva Española de Temuco | Juan Morales         |
| 14°   | 1992    | Petrox de Talcahuano      | 4-2       | Universidad de Temuco              | Juan Morales         |
| 15°   | 1993    | Universidad de Temuco     | 4-2       | Unión Deportiva Española de Temuco | Hector Aguilar       |
| 16°   | 1994    | Universidad de Temuco     | 4-2       | Universidad de Concepción          | Carlos Iglesias      |
| 17°   | 1995    | Universidad de Concepción | 4-2       | Universidad de Temuco              | Luis Pérez           |
| 18°   | 1996    | Colo-Colo                 | 4-2       | Petrox de Talcahuano               | Carlos Álvarez       |
| 19°   | 1997    | Universidad de Concepción | 4-1       | Colo-Colo                          | Cipriano Núñez       |
| 20°   | 1998    | Universidad de Concepción | 4-0       | Provincial Llanquihue              | Cipriano Núñez       |
| 21°   | 1999    | Provincial Osorno         | 4-2       | Universidad de Concepción          | Carlos Schwarzenberg |
| 22°   | 2000    | Provincial Osorno         | 4-0       | Universidad de Concepción          | Carlos Schwarzenberg |
| 23°   | 2001    | Deportivo Valdivia        | 4-3       | Provincial Llanquihue              | Marcos Guzmán        |
| 24°   | 2002    | Provincial Llanquihue     | 4-3       | Provincial Osorno                  | Iván Gallardo        |
| 25°   | 2003    | Provincial Llanquihue     | 4-3       | Universidad Católica               | Iván Gallardo        |
| 26°   | 2004    | Provincial Osorno         | 4-3       | Provincial Llanquihue              | Daniel Allende       |
| 27°   | 2005    | Universidad Católica      | 4-1       | Universidad de Concepción          | Miguel Ureta         |
| 28°   | 2006    | Provincial Osorno         | 4-3       | Liceo Mixto de Los Andes           | Daniel Allende       |
| 29°   | 2007    | Liceo Mixto de Los Andes  | 4-1       | Universidad de Concepción          | Pablo Ares           |
| 30°   | 2008    | Liceo Mixto de Los Andes  | 4-2       | Boston College                     | Pablo Ares           |
| 31°   | 2009    | Liceo Mixto de Los Andes  | 4-0       | Deportivo Valdivia                 | Pablo Ares           |
| 32°   | 2010    | Universidad de Los Lagos  | Lig.      | Deportivo Valdivia                 | Cristian Bucarey     |
| 33°   | 2011-12 | Liceo Mixto de Los Andes  | 4-2       | Universidad de Concepción          | Pablo Ares           |
| 34°   | 2012    | Universidad de Concepción | 3-2       | Liceo Mixto de Los Andes           | Jorge Luis Álvarez   |

## Títulos por Club
| Equipo                             | Títulos | Subcampeón |
| ---------------------------------- | ------- | ---------- |
| Universidad Católica               | 5       | 2          |
| Universidad de Concepción          | 4       | 6          |
| Deportivo Petrox (Talcahuano)      | 4       | 2          |
| Club Liceo Mixto (Los Andes) †     | 4       | 2          |
| Provincial Osorno                  | 4       | 1          |
| Provincial Llanquihue †            | 2       | 3          |
| Universidad de Temuco              | 2       | 2          |
| Sportiva Italiana (Valparaíso)     | 2       | 1          |
| Deportes Ancud †                   | 2       | -          |
| Deportivo Valdivia                 | 1       | 3          |
| Thomas Bata de Peñaflor            | 1       | 1          |
| Colo-Colo                          | 1       | 1          |
| Español de Talca                   | 1       | -          |
| Universidad de Los Lagos           | 1       | -          |
| Unión Deportiva Española de Temuco | -       | 4          |
| Malta Morenita de Osorno           | -       | 2          |
| Unión Española (Santiago)          | -       | 1          |
| Phoenix de Valdivia                | -       | 1          |
| San José de Temuco                 | -       | 1          |
| Boston College (Santiago)          | -       | 1          |

## Equipos participantes en la DIMAYOR
Desde su temporada inaugural, un total de 53 equipos han participado en al menos una de las 34 temporadas oficiales de la División Mayor del Básquetbol de Chile, disputadas entre 1979 y 2012.
Entre ellos, Español de Talca fue el club con más participaciones, acumulando un total de 31 temporadas, desde su incorporación en 1979 hasta su retiro de la competición en 2009. Más atrás en esta clasificación se ubica Universidad de Concepción, equipo que disputó 30 torneos entre 1979 y 2009, y cuya única ausencia aconteció en la temporada 1981. Cabe mencionar, asimismo, que en 1982 compitió de manera conjunta con Deportivo Petrox de Talcahuano. Adicionalmente a Español y Universidad de Concepción, Universidad Católica y Deportivo Valdivia fueron los clubes en superar la 20 temporadas en Dimayor.
Por otra parte, CAP Rancagua, Universidad de Chile, Puente Alto Club Deportivo y Hrvatski Sokol si bien fueron inscritos para disputar el Grupo Norte del Torneo Oficial Dimayor 2010, sus encuentros nunca fueron programados, por lo que no se incluyen en esta lista.
| N°  | Club                                   | Temporadas en Dimayor | Debut | Última participación | Situación actual                        | Notas             |
| --- | -------------------------------------- | --------------------- | ----- | -------------------- | --------------------------------------- | ----------------- |
| 1.  | Español de Talca                       | 32                    | 1979  | 2011                 | Liga Nacional                           | [ n. 1 ]          |
| 2.  | Universidad de Concepción              | 32                    | 1979  | 2012                 | Dimayor                                 | [ n. 2 ]          |
| 3.  | Universidad Católica                   | 26                    | 1982  | 2012                 | Dimayor                                 |                   |
| 4.  | Deportivo Valdivia                     | 24                    | 1987  | 2010                 | Liga Nacional                           |                   |
| 5.  | Petrox de Talcahuano                   | 19                    | 1981  | 1999                 | Desaparecido                            | [ n. 2 ] [ n. 3 ] |
| 6.  | Unión Deportiva Española de Temuco     | 19                    | 1987  | 2007                 | Desaparecido                            |                   |
| 7.  | Sportiva Italiana de Valparaíso        | 14                    | 1979  | 1996                 | Liga Nacional                           |                   |
| 8.  | Provincial Osorno †                    | 14                    | 1996  | 2009                 | Desaparecido                            |                   |
| 9.  | Liceo Mixto (Los Andes)                | 12                    | 2000  | 2012                 | Dimayor                                 |                   |
| 10. | Provincial Llanquihue †                | 12                    | 1997  | 2009                 |                                         | [ n. 4 ]          |
| 11. | Naval de Talcahuano                    | 11                    | 1979  | 1990                 | Desaparecido                            |                   |
| 12. | Deportes Ancud †                       | 11                    | 1987  | 2008                 | Desaparecido                            |                   |
| 13. | Unión Española (Santiago)              | 10                    | 1979  | 2011                 | No Afiliado                             |                   |
| 14. | Malta Morenita de Osorno †             | 9                     | 1981  | 1989                 | Desaparecido                            |                   |
| 15. | Universidad de Chile                   | 8                     | 1980  | 1989                 | No Afiliado                             |                   |
| 16. | Liceo Curicó                           | 7                     | 1983  | 1991                 | Libcentro                               |                   |
| 17. | Universidad del Bío-Bío                | 7                     | 1983  | 1989                 | Desaparecido                            | [ n. 3 ]          |
| 18. | Boston College (Maipú-Santiago)        | 7                     | 2003  | 2009                 | Liga Nacional                           |                   |
| 19. | Thomas Bata de Peñaflor                | 6                     | 1979  | 1984                 | Asociación Básquetbol de Santiago       |                   |
| 20. | San Javier de Puerto Montt             | 6                     | 1984  | 1990                 | Desaparecido                            |                   |
| 21. | Árabe de Valparaíso                    | 6                     | 1986  | 1991                 | Libcentro                               |                   |
| 22. | Deportes Castro                        | 6                     | 2004  | 2009                 | Libsur                                  |                   |
| 23. | Puente Alto Club Deportivo             | 5                     | 2004  | 2008                 | Desaparecido                            |                   |
| 24. | Esperanza de Valparaíso                | 5                     | 1979  | 1983                 | No Afiliado                             |                   |
| 25. | Banco del Estado (Santiago)            | 5                     | 1989  | 1993                 | Desaparecido                            |                   |
| 26. | Universidad de Temuco                  | 5                     | 1991  | 1995                 | Desaparecido                            |                   |
| 27. | Phoenix de Valdivia                    | 4                     | 1981  | 1984                 | No Afiliado                             |                   |
| 28. | San José de Temuco                     | 4                     | 1983  | 1986                 | Desaparecido                            |                   |
| 29. | Deportes Laja                          | 4                     | 1993  | 1996                 | No Afiliado                             |                   |
| 30. | Huevos Copita de Puerto Varas          | 3                     | 1994  | 1996                 | Desaparecido                            |                   |
| 31. | Colo-Colo                              | 3                     | 1995  | 1997                 | Libcentro y Liga Nacional de Basquetbol |                   |
| 32. | Universidad de Los Lagos               | 3                     | 2008  | 2010                 | No afiliado                             |                   |
| 33. | IPROCH de Chillán                      | 2                     | 1983  | 1984                 | Desaparecido                            |                   |
| 34. | Universidad de Aconcagua               | 2                     | 1996  | 1997                 | Desaparecido                            |                   |
| 35. | Universidad Autónoma de Chile (Temuco) | 2                     | 2004  | 2005                 | No Afiliado                             |                   |
| 36. | San Luis de Quillota                   | 2                     | 2011  | 2012                 | Dimayor                                 |                   |
| 37. | FAMAE de Santiago                      | 1                     | 1979  | 1979                 | Desaparecido                            |                   |
| 38. | Deportivo Sirio de Osorno              | 1                     | 1988  | 1988                 | No Afiliado                             |                   |
| 39. | Flecha de Temuco                       | 1                     | 1983  | 1983                 | Asociación Basquetbol de Temuco         |                   |
| 40. | Vibram de Puente Alto                  | 1                     | 1984  | 1984                 | Desaparecido                            |                   |
| 41. | Israelita Maccabi                      | 1                     | 1985  | 1985                 | Asociación Basquetbol de Viña del Mar   |                   |
| 42. | Deportes Villarrica                    | 1                     | 1995  | 1995                 | Desaparecido                            |                   |
| 43. | Deportes Puerto Varas                  | 1                     | 2007  | 2007                 | Libsur                                  | [ n. 4 ]          |
| 44. | Sagrados Corazones (Viña del Mar)      | 1                     | 2009  | 2009                 | Liga Nacional                           |                   |
| 45. | Everton (Viña del Mar)                 | 1                     | 2009  | 2009                 | Asociación Basquetbol de Viña del Mar   |                   |
| 46. | Club Deportivo Lautaro                 | 1                     | 2010  | 2010                 | Libsur                                  |                   |
| 47. | Deportes Victoria                      | 1                     | 2010  | 2010                 | Libsur                                  |                   |
| 48. | Municipal Curacaví                     | 1                     | 2011  | 2011                 | No Afiliado                             |                   |
| 49. | Antofagasta Sokol                      | 1                     | 2011  | 2011                 | No Afiliado                             |                   |
| 50. | CD Tinguiririca San Fernando           | 1                     | 2012  | 2012                 | Dimayor                                 |                   |
| 51. | CD DUOC UC (Santiago)                  | 1                     | 2012  | 2012                 | Dimayor                                 |                   |
| 52. | Virginio Gómez (Concepción)            | 1                     | 2012  | 2012                 | Dimayor                                 |                   |
| 53. | Club Municipal Quilicura               | 1                     | 2012  | 2012                 | Dimayor                                 | [ n. 2 ]          |

## Récords
- Más puntos en un encuentro
  - 93 por Michael Burns, Vibram de Puente Alto (frente a Malta Morenita de Osorno) el 18 de noviembre de 1984.[6]

- Partido más largo
  - El encuentro más largo en la historia de la DIMAYOR aconteció el 8 de noviembre de 2008 entre Universidad de Los Lagos y Deportes Castro. El partido necesitó de cuatro tiempos suplementarios para definirse en favor de Deportes Castro por 117 a 116.[7]

- Más derrotas consecutivas
  - 28 de Municipal Curacaví desde el 8 de noviembre de 2011 al 15 de enero de 2012.

- Campeón con diferentes equipos
  - Luis Pérez fue campeón en 4 ocasiones con 3 clubes distintos. Estos fueron Thomas Bata, Deportes Ancud (2) y Universidad de Concepción.